# Mate (biljka)
Mate (latinski Ilex paraguariensis),  (španjolski Yerba mate ili portugalski erva-mate je biljka koja raste kao grm ili malo drvo koje naraste najviše do 15 metara visine, zimzelenog je lista, dužine 7-11 cm i širine 3-5,5 cm. 
Podrijetlom je iz subtropskih dijelova Južne Amerike. Uspijeva u Argentini, južnom Čileu, istočnom Paragvaju, zapadnom Urugvaju i južnom Brazilu.
Cvjetovi su maleni, zelenkasto-bijeli, s četiri latice. Plodovi su u formi crvenih bobica.

## Čaj od mate
Od ove biljke se piprema čaj Mate. Čaj je i prije kolonizacije domorodačkih naroda Južne Amerike bio tradicionalno piće. U Argentini, oko 80% populacije barem jednom tjednom pije mate čaj, a godišnja potrošnja je 6,4 kilograma po stanovniku.

## Svojstva
Svježe lišće sadrži 0,35 - 1,7% kofeina, oko 0,1 do 0,2% teobromina, teofilin i 4 do 16% tanina. Napitak je žućkasto zelene boje, a sadrži kofein, teobromin, klorofil, eterično ulje i vanilin. Sadrži i vitamine A, B1, B2 i C. 
Mate čaju pripisuje se određena ljekovitost: 
- stimuliranje živaca, mišića i općenito metabolizma
- svojstvo diuretika
- potiče probavu
- pojačava znojenje
- s obzirom na sadržaj kofeina smanjuje umor

U nekim zemljama kao primjerice u Njemačkoj registriran je kao lijek. 
Smanjuje i apetit pa je pogodan "za mršavljenje" (1 sat prije jela).